# Hakodate (stacja kolejowa)
Hakodate (jap. 函館駅 Hakodate-eki) – stacja kolejowa w Hakodate, na wyspie Hokkaido, w Japonii. Została otwarta 10 grudnia 1902, nowy budynek 21 czerwca 2003. Stacja posiada 4 perony.